# Odynerus posttegulatus
Odynerus posttegulatus är en stekelart som beskrevs av Giordani Soika. Odynerus posttegulatus ingår i släktet lergetingar, och familjen Eumenidae. Inga underarter finns listade i Catalogue of Life.